# Erastus J. Turner
Erastus Johnson Turner (* 26. Dezember 1846 in Lockport, Erie County, Pennsylvania; † 10. Februar 1933 in Los Angeles, Kalifornien) war ein US-amerikanischer Politiker. Zwischen 1887 und 1891 vertrat er den Bundesstaat Kansas im US-Repräsentantenhaus.

## Werdegang
Zwischen 1859 und 1860 besuchte Erastus Turner das College in Henry (Illinois). Im Jahr 1860 zog er nach Bloomfield in Iowa. In der Endphase des Bürgerkrieges war er ab 1864 Soldat in einem Infanterieregiment aus Iowa. Nach dem Krieg setzte er seine Ausbildung von 1866 bis 1866 am Adrian College in Michigan fort. Nach einem Jurastudium und seiner im Jahr 1871 erfolgten Zulassung als Rechtsanwalt begann er in Bloomfield in seinem neuen Beruf zu arbeiten. Im Jahr 1879 zog Turner nach Hoxie im Sheridan County in Kansas, wo er ebenfalls als Anwalt praktizierte. Politisch war er Mitglied der Republikanischen Partei. Von 1881 bis 1885 war Erastus Turner Abgeordneter im Repräsentantenhaus von Kansas. Außerdem war er von 1883 bis 1886 Sekretär des Eisenbahnausschusses dieses Staates.
Bei den Kongresswahlen des Jahres 1886 wurde Turner staatsweit als sechster Kongressabgeordneter in das US-Repräsentantenhaus in Washington gewählt. Dort trat er am 4. März 1887 die Nachfolge von Lewis Hanback an. Nach einer Wiederwahl im Jahr 1888 konnte er bis zum 3. März 1891 zwei Legislaturperioden im Kongress absolvieren. Im Jahr 1890 verzichtete er auf eine erneute Kandidatur. Nach dem Ende seiner Zeit im Kongress praktizierte Turner einige Jahre als Rechtsanwalt in der Bundeshauptstadt Washington. Im Jahr 1905 zog er nach Seattle (Washington), wo er ebenfalls als Anwalt arbeitete. Im Jahr 1916 zog sich Erastus Turner in den Ruhestand zurück, den er in Los Angeles verbrachte, wo er 1933 auch verstarb.